# Хохмели
Хохмели (груз. ხოხმელი) — село в Грузии, на территории Марнеульского муниципалитета края (мхаре) Квемо-Картли.

## География
Село находится в юго-восточной части Грузии, на северном склоне Сомхетского хребта, на левом берегу реки Шулавери, вблизи государственной границы с Арменией, на расстоянии приблизительно 27 километров (по прямой) к юго-западу от города Марнеули, административного центра муниципалитета. Абсолютная высота — 1008 метров над уровнем моря.

## Население
По результатам официальной переписи населения 2014 года в Хохмели проживало 59 человек (26 мужчин и 33 женщины). В национальной структуре населения армяне составляли 93,2 %.
| Год  | Население, человек |
| ---- | ------------------ |
| 2002 | 81                 |
| 2014 | ↘ 59               |